# Apertochrysa platypa
Apertochrysa platypa är en insektsart som först beskrevs av X.-k. Yang och C.-k. Yang 1991.  A. platypa ingår i släktet Apertochrysa och familjen guldögonsländor. Inga underarter finns listade i Catalogue of Life.